# 佐藤道信
佐藤 道信（さとう どうしん、1956年6月2日 - ）は、日本の美術史家。東京藝術大学教授。

## 人物
秋田県生まれ。秋田県立本荘高等学校を経て、1979年東北大学文学部東洋日本美術史専攻卒、1981年同大学院修士課程修了、板橋区立美術館学芸員、1982年東京国立文化財研究所研究員、1994年東京藝術大学美術学部助教授、1999年『明治国家と近代美術』でサントリー学芸賞、倫雅美術奨励賞受賞、2007年准教授、2009年教授。

## 著書
- 『〈日本美術〉誕生－近代日本の「ことば」と戦略』講談社選書メチエ 1996／ちくま学芸文庫 2021
- 『明治国家と近代美術‐美の政治学』吉川弘文館 1999
- 『美術のアイデンティティー 誰のために、何のために』「シリーズ近代美術のゆくえ」吉川弘文館 2007。全8巻

### 編著
- 『河鍋暁斎と菊池容斎』至文堂〈日本の美術〉1993
- 『日本の近代美術 2 日本画の誕生』大月書店 1993
- 『美術の日本近現代史 制度・言説・造型』東京美術 2014。北澤憲昭・森仁史と編集委員

## 論文
- 佐藤道信